# Die schwarze Tulpe (Roman)
Die schwarze Tulpe (französisch La Tulipe noire), eine Geschichte über den Tulpenzüchter Cornelius van Baerle und die schöne Rosa, ist einer der erfolgreichsten Romane von Alexandre Dumas. Zum ersten Mal wurde sie 1850 in drei Ausgaben von Baudry (Paris) veröffentlicht.

## Inhalt

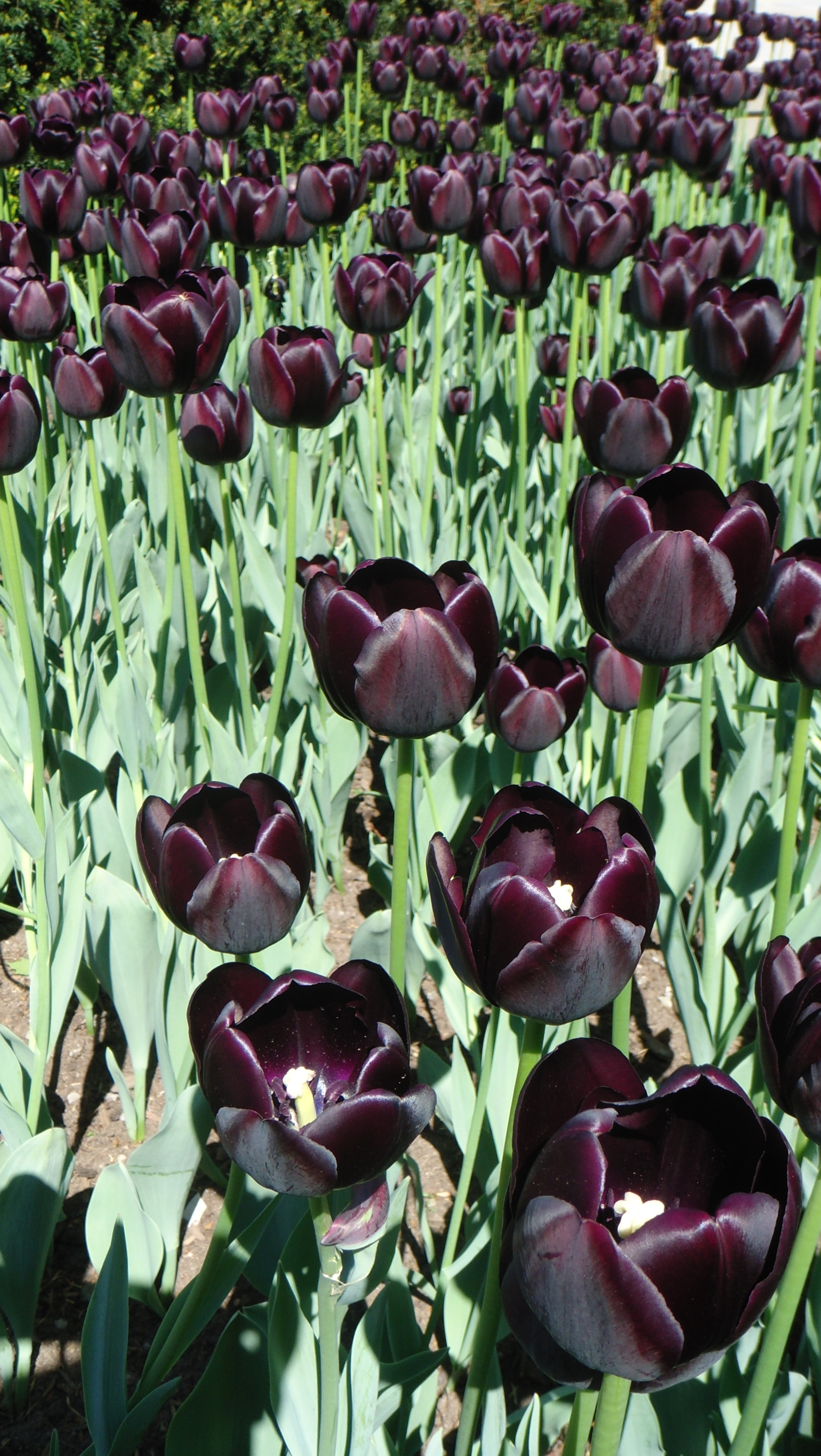
Schwarze Tulpen

Niederlande, 1672: In einer Zeit politischer Wirren hat die Tulpengesellschaft von Haarlem einen Preis von 100.000 Gulden für denjenigen ausgesetzt, der eine schwarze Tulpe zu züchten vermag. Hierauf beginnt ein Wettstreit unter den besten Gärtnern des Landes um das Geld und den Ruhm.
Der junge Cornelius van Baerle steht kurz vor dem Erfolg dieser als unlösbar erachteten Aufgabe, als er überraschend der politischen Aufrührerei bezichtigt und ins Gefängnis geworfen wird. Hier trifft er die schöne Tochter des Kerkermeisters, Rosa, in die er sich auf den ersten Blick verliebt. Sie hilft ihm, wo sie kann, und wird zum Schluss gar seine Retterin.
Die schwarze Tulpe ist nicht nur ein aufregender Roman aus einer dramatischen Periode der niederländischen Geschichte, sondern auch eine Liebesgeschichte mit einem glücklichen Ende.

## Deutsche Textausgabe
- Die schwarze Tulpe. Aus dem Französischen übersetzt von August Zoller. Neu bearbeitet und modernisiert von Christian Reichenbach. Belle Époque Verlag, Dettenhausen 2015, ISBN 978-3-945796-20-7.

## Film und Fernsehen

### Film
- 1921: Eine niederländisch-britische Koproduktion von Maurits Binger und Frank Richardson.
- 1937: Unter der Regie von Alex Bryce spielt in dieser britischen Adaption Patrick Waddington den Cornelus Van Baerle.
- 1963 wurde ein französischer Film gleichen Namens mit Alain Delon veröffentlicht, dessen Titel vom Roman inspiriert wurde. Der Inhalt weicht jedoch wesentlich von der Romanvorlage ab[1].

### Fernsehen
- 1956: Fünfteilige BBC-Serie mit Douglas Wilmer.
- 1970: Britische Miniserie.
- 1988: Produktion der australischen Burbank als fünfzigminütiger Kinderfilm.
- Da dieser Film in Japan sehr populär wurde, wurde dazu eine japanische Anime-Serie produziert: La Seine no Hoshi (ラ・セーヌの星). In Deutschland lief diese Serie unter dem Titel Nadine – Stern der Seine auf RTL II.